# Umnia Bank
Umnia Bank (en arabe : أمنية بنك) est une banque participative marocaine créée en 2017. 
Elle est une filiale de la banque marocaine CIH Bank.

## Historique
En 2017, à la suite de la signature d'un partenariat, la Caisse de dépôt et de gestion (CDG), CIH Bank et le Qatar International Islamic Bank (QIIB) lancent la première banque participative marocaine, Umnia Bank.
Le 23 novembre 2017, elle inaugure son nouveau siège social à Casablanca et annonce qu'elle va ouvrir 9 nouvelles agences à travers le royaume.
En mars 2018, la direction d'Umnia Bank annonce qu'elle adhère au Conseil général des banques et institutions financières islamiques (CIBAFI).

## Direction
Abdessamad Issami est le président du directoire d'Umnia Bank
Adnane El Gueddari est le directeur général d'Umnia Bank